# 高増明
高増 明（たかます あきら、1954年 - ）は、日本の経済学者。関西大学名誉教授。関西大学副学長も務めた。 

## 経歴
1979年京都大学経済学部卒業。85年同大学院経済学研究科満期退学、88年「国際貿易と資本理論 ネオ・リカーディアンの貿易論」で京都大学より経済学博士。
85年大阪産業大学経済学部専任講師、91年同助教授、97年同教授、2006年関西大学社会学部教授。2025年、関西大学を定年退職。
専門は理論経済学、国際経済学。ロック好きである。

## 著書

### 単著
- 『ネオリカーディアンの貿易理論：不等価交換論を超えて』創文社、1991年、

### 共著・共編著
- 『国際経済学：理論と現実』野口旭共著ナカニシヤ出版、1997年
- 『アナリティカル・マルキシズム』松井暁共編 ナカニシヤ出版、1999年
- 『経済学者に騙されないための経済学入門』竹治康公共編 ナカニシヤ出版、2004年
- 『アジアのメディア文化と社会変容』斉藤日出治共編 ナカニシヤ出版 2008
- 『ポピュラー音楽の社会経済学』編 ナカニシヤ出版、2013

### 翻訳
- 森嶋通夫『リカードの経済学 分配と成長の一般均衡理論』堂目卓生,吉田雅明共訳 東洋経済新報社 1991 のち「森嶋通夫著作集 6」岩波書店 2003

## 参考
- J-GLOBAL